# Боняк
Боняк (до 1070 — после 1113 года) — половецкий хан, известный своими частыми набегами на Киевскую Русь.

## Биография
В 1091 году половецкие ханы Боняк и Тугоркан вместе с русскими князьями оказывают помощь Византии в войне с печенегами, разгромив печенежское войско в битве при Лебурне. В «Повести временных лет» сообщается о нападениях Боняка на Киев в 1096 году — во время его первого набега был сожжён загородный великокняжеский дворец в селе Берестово, во время второго — пригородные монастыри. О стычках с Боняком упоминается и в «Поучении» Владимира Мономаха. В 1097 году принимает участие в междоусобной войне, вспыхнувшей после ослепления Василька Теребовльского, на стороне противников киевского князя Святополка.
В «Повести временных лет» рассказывается, как Боняк перед битвой с венграми, союзными противоборствующей стороне, гадает: он воет по-волчьи и, когда волк «отвыся» ему, предсказывает победу. Действительно, хитроумным манёвром Боняк заманивает венгерские войска в западню и наносит им сокрушительное поражение в битве на Вагре в 1099 году. Исследователи связывают Боняка с половецким объединением бурчевичей, кочевавшим на левобережье Днепра, вблизи реки Волчьей.
Зимой 1105 года Боняк напал на Заруб, в котором поселились ставшие подданными киевского князя торки и печенеги, и с полоном ушёл в степь.
В 1107 году вместе с Шаруканом и другими половецкими ханами напал на Посулье, где их атаковали объединённые силы русских князей Святополка Изяславича, Владимира Мономаха и Олега Святославича. Половцы обратились в бегство. Был убит брат Боняка — Таз, в плен были взяты хан Сугра с братьями, а Шарукан едва избежал пленения. В 1113 году при известии о смерти Святополка пришёл с Аепой к Вырю, но Владимир с Олегом выступили к Ромнам, и половцы отступили.
В 1151 году в битве под Киевом погиб сын Боняка Севенч.
Ипатьевская летопись упоминает под 1167 годом, что «Боняк» проиграл битву Олегу Святославичу Новгород-Северскому. Однако, в Воскресенском списке этой летописи в этом месте вместо Боняка упоминается хан Кобяк, что представляется более вероятным, учитывая, что Боняку к тому времени должно было быть около 90 лет.